# シュパルト

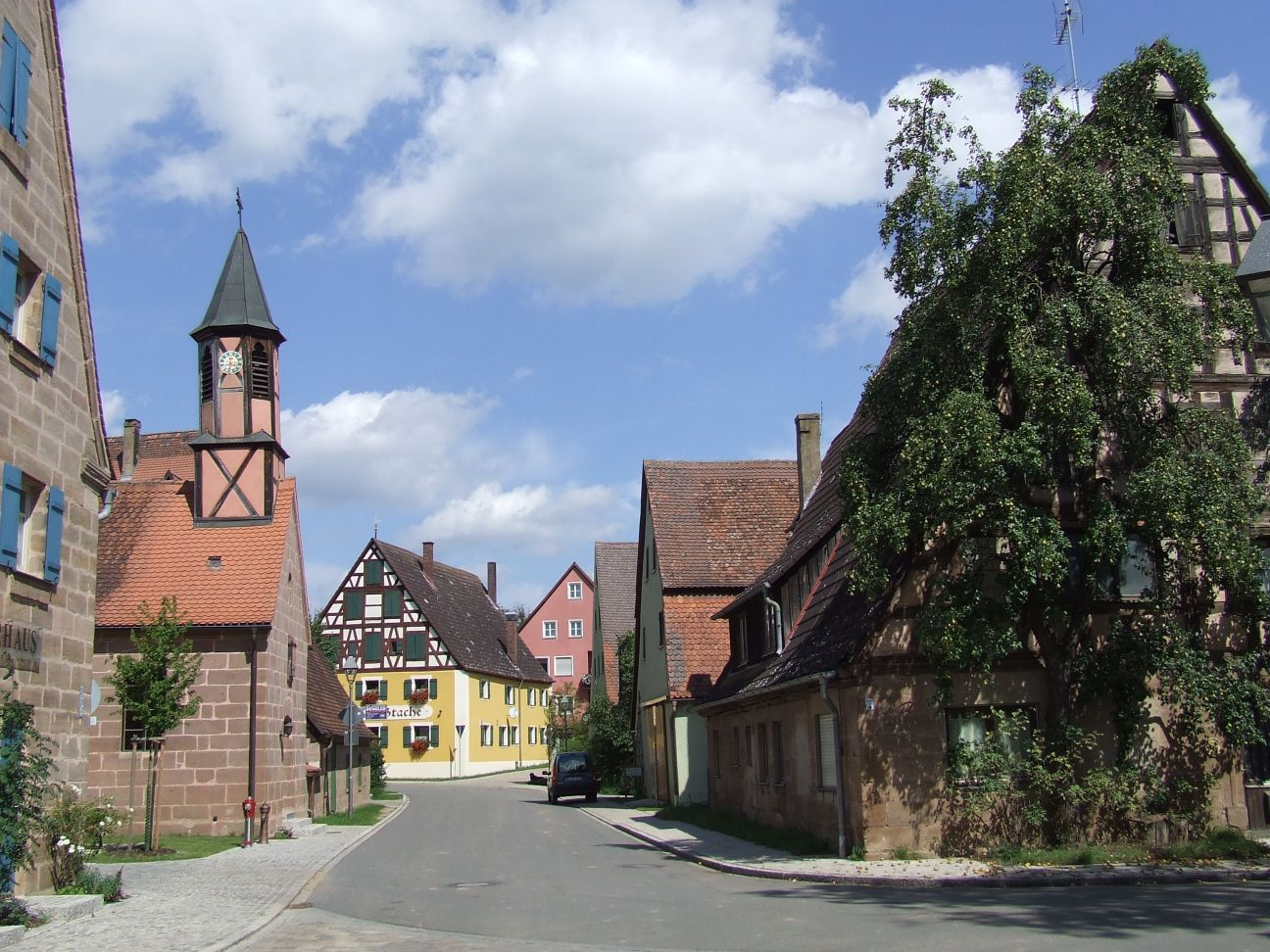
モスバッハ地区

シュパルト (ドイツ語: Spalt, ドイツ語発音: [ʃpalt]) は、ドイツ・バイエルン州ミッテルフランケンのロート郡に属する郡所属市。

## 地理

### 位置
シュパルトはニュルンベルク、アンスバッハ、トロイヒトリンゲンの中間、フランケン湖水地方の北部に位置する。この市の南西にはグローセ・ブルムバッハ湖とイーゲルスバッハ湖がある。町の中をフランケン・レーツェト川が貫いて流れており、ゲオルゲンスグミュントでレドニッツ川となる。

### 隣接する市町村
- アーベンベルク
- ゲオルゲンスグミュント
- レッテンバッハ
- プラインフェルト
- アプスベルク
- ハウンドルフ
- ミッテルエッシェンバッハ
- ヴィンツバッハ

（北から時計回り）

### 市の構成
本市は、公式には29の地区 (Ort) からなる。このうち小集落や孤立農場などを除く集落を以下に列記する。
| - エンデルンドルフ・アム・ゼー - フュンフブロン - グロースヴァインガルテン - ギュッセルドルフ - ハーグスブロン - カイルベルク - マッセンドルフ - モースバッハ | - オットマンスベルク - シュニットリング - シュパルト - シュトックハイム - タイレンベルク - ウンターエルバッハ - ザッサーツェル - ヴェルンフェルス |

## 行政

### 市長
本市の市長はウード・ヴァインガルト (CSU)である。

### 友好都市
- バート・ザウアーブルン（オーストリア、ブルゲンラント州） 1972年
- サン・クラウド（アメリカ合衆国、ミネソタ州） 2006年

## 文化と見所

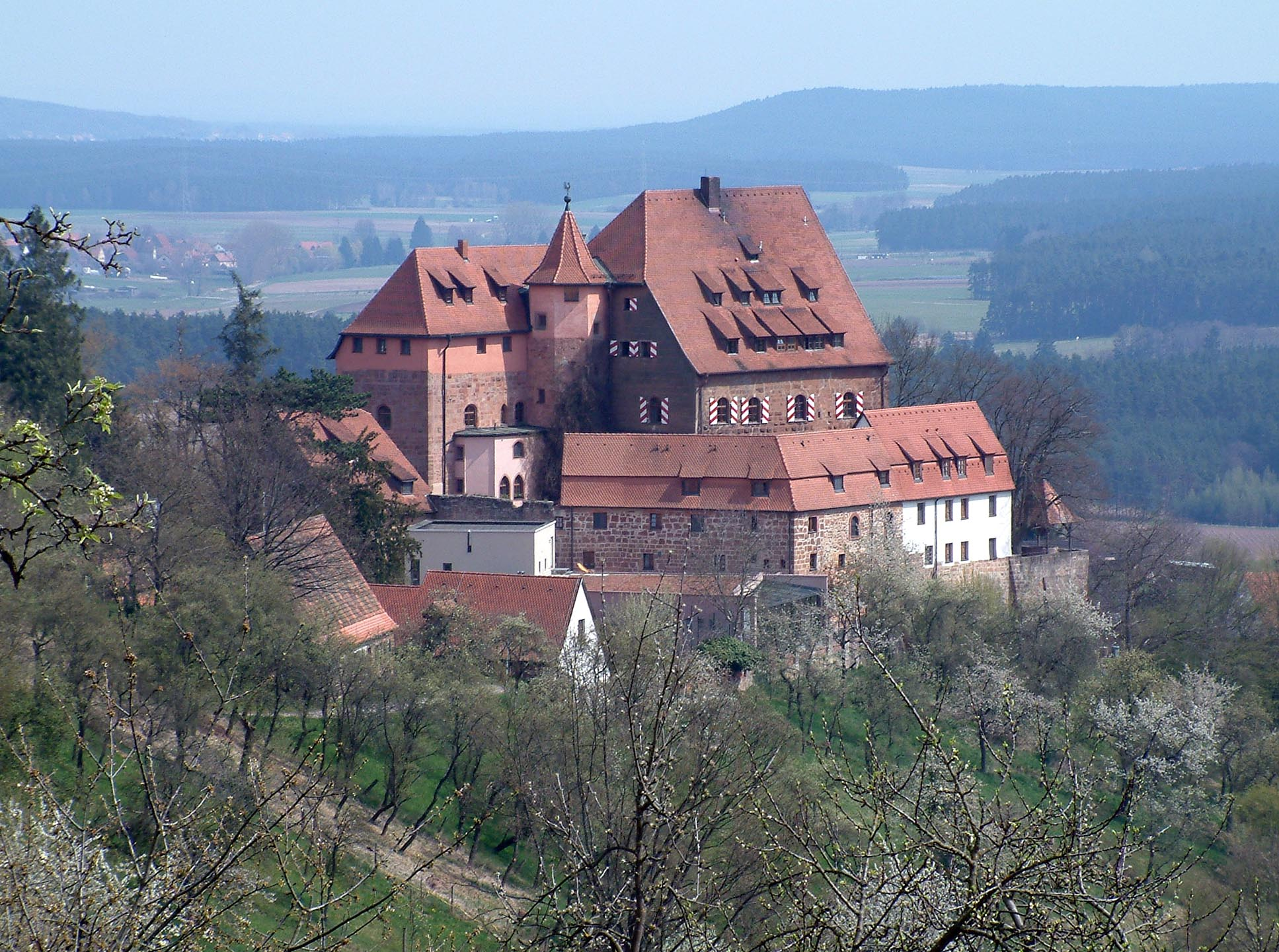
ヴェルンフェルス城

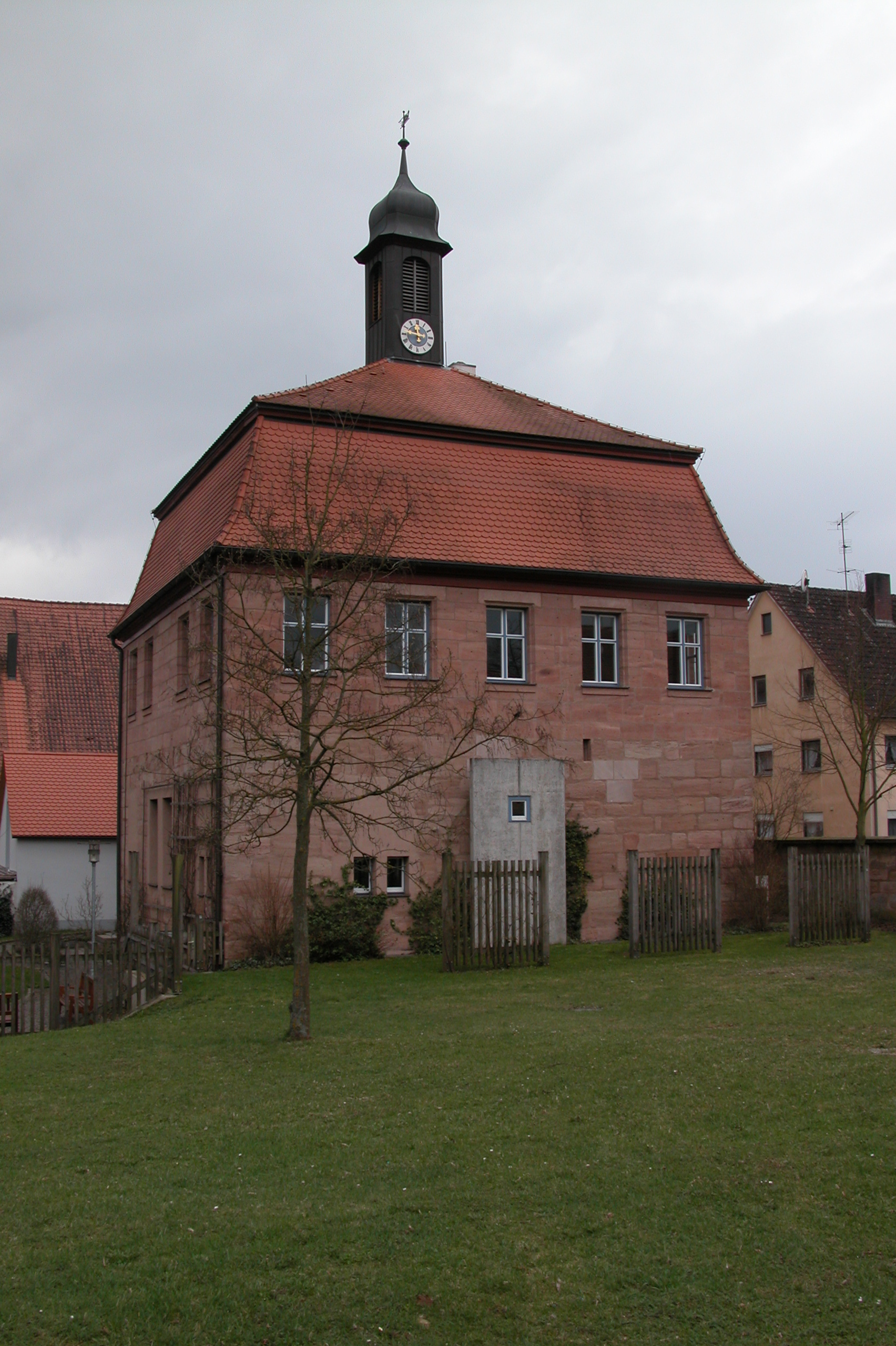
ハルスドルフの小城

### 博物館
- シュパルト・ホップとビールの博物館
- 消防博物館

### 建造物
- ヴェルンフェルス城
- エンデルンドルフのハルスドルフの小城
- コルンハウス
- 文化の駅（シュパルター・ボックルの旧駅舎）
- ミュールライジヒハウス
- シュレンツガーハウス

### 惑星の小径
2000年の夏に、ゲオルゲンスグミュントとシュパルトの間に、太陽系を10億分の1に縮小した「惑星の小径」が開設された。そこには太陽と（当時は惑星に分類されていた冥王星を含む）9つの「惑星」が、縮尺に従った距離に配置された模型で示されている。ゲオルゲンスグミュントのラートハウス広場に設置された太陽の模型が惑星の小径の出発点である。レーツァト川に沿って、太陽から最も遠い冥王星の模型がある旧シュパルト駅まで7kmの自転車道が走っている。それぞれの星の説明盤にデータが記されている。

### 年中行事
毎年、8月の終わりに伝統的なホップ摘み祭が行われる。『シュパルトの豚市』では、ホップの女王が選ばれる。
2年ごとに、ヨーロッパ中で有名な、ファンスポーツ・チャレンジ・マッドムートが行われる。ここでは、ロープ・コース (en:Ropes course)、スキューバ・ダイビング、バンジーランニングなどの12種目が行われる。

### グルメ
シュパルトは、シュパルト・アロマホップや、市の醸造所で作られているシュパルター・ビールで広く知られている。このビールには長寿の効果があるといわれ、民謡にも謳われている。

## 経済と社会資本
シュパルトは、ドイツのホップ栽培地域の一つの中心地にあたる（この他には、ハラータウ、ヘルスブルック、テットナングなどがある）。ホップ栽培は1341年から行われていたことが証明されている。ホップ栽培入植地は1538年から形成された。

### 交通
シュパルトは、周辺地域へバス路線が接続している。その路線には、ゲオルゲンスグミュントの駅や郡庁所在地のロートへの路線がある。1969年9月までシュパルトは、「シュパルター・ボックルス」と呼ばれたローカル鉄道の終着駅であった。

## 人物

### 出身者
- ゲオルク・シュパーラティン (1484 - 1545) 人文主義者、神学者、宗教改革家、歴史家
- ヴォルフガング・シュパン (1921 - ) 法医学者
- フーベル・シュヴァルツ (1954 - ) エクストリーム・スポーツ選手

## 引用
1. ↑  https://www.statistikdaten.bayern.de/genesis/online?operation=result&code=12411-003r&leerzeilen=false&language=de Genesis-Online-Datenbank des Bayerischen Landesamtes für Statistik Tabelle 12411-003r Fortschreibung des Bevölkerungsstandes: Gemeinden, Stichtag (Einwohnerzahlen auf Grundlage des Zensus 2011)
2. ↑  Max Mangold, ed (2005). Duden, Aussprachewörterbuch (6 ed.). Dudenverl. p. 737. ISBN 978-3-411-04066-7
3. ↑  Bayerische Landesbibliothek Online